# Jan Janssens
Jan Janssens (Gand 1590 – id. [?] v. 1650) est un peintre flamand spécialisé dans les scènes religieuses et mythologiques. Il est considéré comme le plus important des représentants de ce que l'on appelle les Caravaggisti de Gand. Ses retables et autres compositions offrant des représentations très réalistes de motifs religieux ornent de nombreuses églises à Gand et ses environs.

## Biographie
Jan Janssens est le fils de Govard Janssens, médecin réputé de Gand. 
Il n'y a aucune information disponible sur la formation de Jan Janssens. Il est à Rome dans la période 1619-1620. Janssens est de retour à Gand en 1621 où il est admis en tant que maître de la Guilde de Saint-Luc de Gand. De 1634-1635 et en 1646, Janssens est doyen de la Guilde de Saint-Luc.
Le 29 août 1623, il épouse Petronilla de Rop avec qui il a 6 enfants.
Jan Janssens meurt à Gand vers 1650. Sa maison, De Pijl, est vendue.

## Œuvre

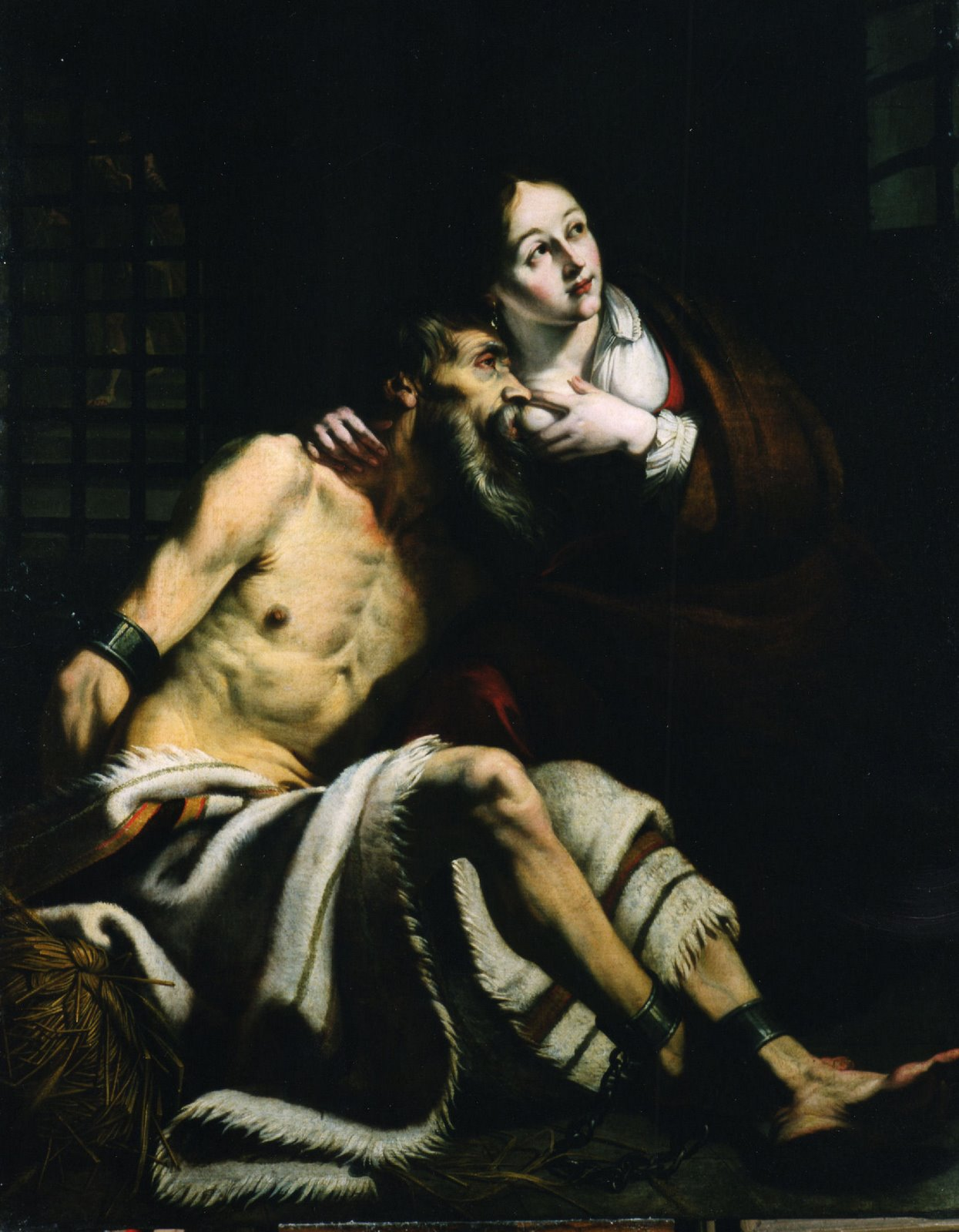
Charité romaine

L'œuvre connue de Jan Janssens est assez limitée. Pendant son séjour en Italie Janssens entre en contact avec des peintres néerlandais comme Dirck van Baburen, Gerard van Honthorst et Hendrick ter Brugghen. Ces artistes néerlandais étaient des adeptes du style de Caravage et sont connus comme l' École caravagesque d'Utrecht, après leur centre principal à Utrecht, où il y avait encore une importante et prospère population catholique. Leur œuvre l'influence stylistiquement Il est également influencé par l'œuvre de Bartolomeo Manfredi. Janssens prend le style du Caravage avec lui à Gand et il est considéré comme l'un des Caravaggisti de Gand avec Antoon van den Heuvel (en) et Melchior de la Mars. Il travaille principalement sur des commissions pour retables.
Ses sujets principaux sont bibliques et, dans une moindre mesure, les thèmes mythologiques peints en grand format. Ses thèmes favoris sont le Christ couronné d'épines et Le moqueur du Christ. Il revient également plusieurs fois sur le thème de la Charité romaine, et peint une version (1620-1625, Real Academia de Bellas Artes de San Fernando) qui est très proche d'une œuvre de Dirck van Baburen sur le même thème.

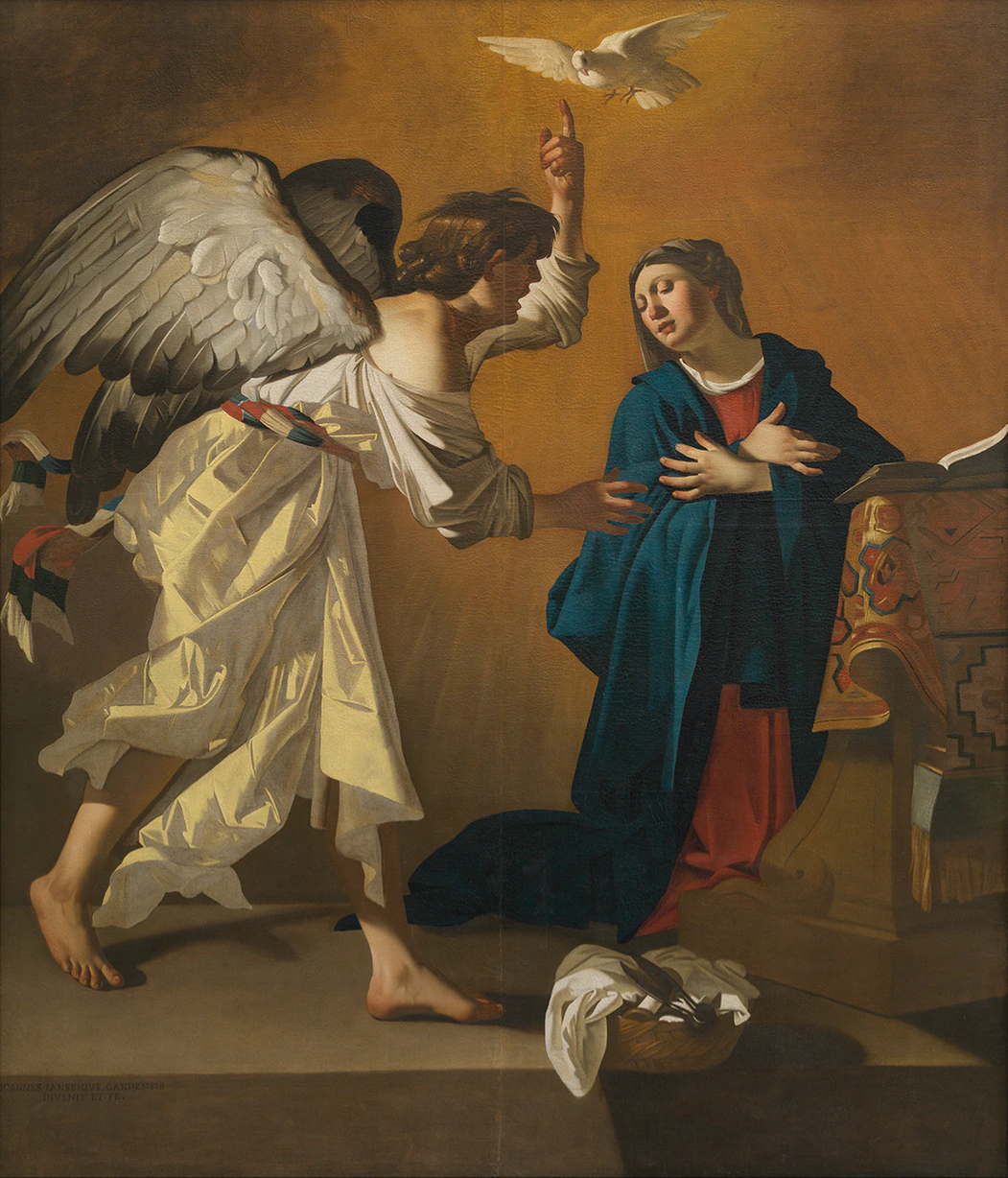
L'Annonciation

Il peint également différentes versions de la Résurrection du Christ. La version principale est dans la cathédrale Saint-Sauveur de Bruges. Dans cette composition, il montre son originalité et son indépendance de l'École caravagesque d'Utrecht et les autres suiveurs de Caravage. L'inspiration pour l'œuvre peut être un dessin maniériste italien anonyme. Dans la composition, il fait également un effort pour représenter les matériaux tels que les armes et les armures, les barbes, les tissus, la fourrure et la batterie d'une manière très réaliste. Il se distance également de l'École caravagesque d'Utrecht en ne donnant pas aux figures des expressions excessives mais plutôt des expressions émotionnelles réalistes.
L'œuvre de Janssens se conforme aux prescriptions de la contre-réforme et du baroque à travers son réalisme impitoyable et sobre et ses effets dramatiques à la lumière cachée qui brille sur ses figures. Ces effets étaient destinés à assurer un fort impact émotionnel sur le spectateur.
Un de ses chefs-d'œuvre est Le martyre de Sainte Barbara (qui traite en fait de Sainte Agathe) conservé dans l'église Saint-Michel de Gand.

## Œuvres

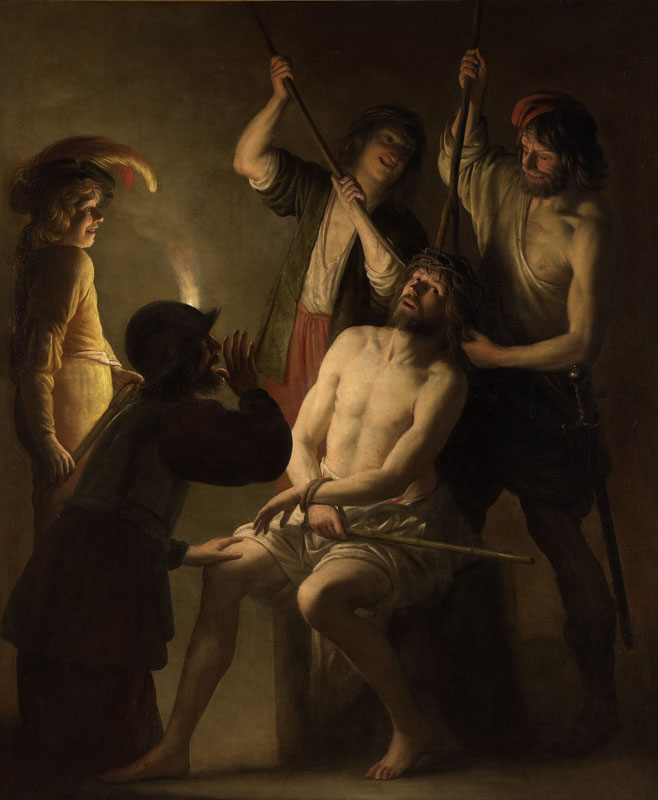
Couronnement d'épines, après 1647, Augustins de Toulouse

La plupart de ses tableaux connus sont conservés à Gand, soit au musée (Annonciation, Grand Couronnement d'épines, Petit Couronnement d'épines), soit dans les églises (Saint-Pierre : Couronnement d'épines, 1627)
- L'Annonciation, huile sur toile, 258 × 222 cm, Musée des beaux-arts de Gand[9]
- Résurrection du Christ, 1640, huile sur toile, 171 × 129 cm, Collection privée, Vente Sotheby's 2016. probablement une copie réduite du retable de la cathédrale du Saint Sauveur à Bruges[10].
- Le Couronnement d’épines, après 1647, huile sur toile, 185 × 154 cm, Musée des Augustins de Toulouse

- Le Couronnement d’épines du Christ, 1621-1650, huile sur toile, 221 × 167 cm, conservé au Musée des Beaux-Arts de Gand[11]